# Волово (озеро, Тульская область)
Волово озеро — естественный водоём — озеро карстового происхождения в Воловском районе Тульской области. Расположено в глубокой воронкообразной котловине на Воловском плато Среднерусской возвышенности, в 2 км к востоку от железнодорожной станции на линии Ожерелье — Елец в районном центре — посёлке городского типа Волово. Имеет овальную форму, значительная часть заилена. Является древним истоком реки Непрядва (правого притока Дона). После сильного обмеления озера видимый водоток Непрядвы начинается только у села Никитское. В районе озера сохранилась сухая овражистая сеть верховья реки.

## История
Первые письменные упоминания гидронима Волово озеро относятся ко второй половине XVI века. Это было связано с разработкой комплекса мероприятий по совершенствованию сторожевой службы на южных рубежах Русского государства времён Ивана Грозного после катастрофического похода крымского хана Девлета I Гирея 1571 года, закончившегося сожжением Москвы. Приложенные усилия не пропали даром, и уже в следующем, 1572 году, очередной приход хана Девлета Гирея закончился его полным разгромом в битве при Молодях.
8-я сторожа у Волово озера, а сторожем на ней стояти из Дедилова четырём человеком, а беречи им до верх Непряды на большую дорогу, которою дорогою царевич приходил до тех мест до коих мест пригоже, в которых местах присмотрят.

9-я сторожа верх Упы у Турдеевы Мечи, а стояти сторожем в которых местех пригоже из Дедилова где пригоже, а ездити им налево до тех мест где учнут приезжати Валовские сторожи, а на право присмотря приезжати к тому месту где учнут приезжати сторожи из Владычня Кря.

10-я сторожа у Владычня Кря у Муравские дороги, а сторожем на ней стояти из Дедилова четырём человеком, а беречи им налево до тех мест, где учнут приезжати Упские сторожи.

11-я сторожа у Куземкины Дубровы, а сторожем на ней стояти из Дедилова четырём человеком, а беречи им налево до Муравские дороги, а на право до Плавы.
По достаточно подробным примечаниям в другом важном письменном источнике первой половины XVII века — Книге Большому Чертежу — Волово озеро находилось в центральной части уникального исторического географического объекта — Куликова поля — обширного степного пространства, занимавшего самую высотную часть Среднерусской возвышенности и протянувшегося в широтном направлении от верховий Оки до верховий Дона.
Этим положением определялось очень важное стратегическое значение района Волова озера, несколько западнее которого к Куликову полю с юга, из междуречья Зуши и Мечи (в настоящее время — Красивая Меча), подходил по основным водоразделам главный путь из Крыма — Муравский шлях, который разветвлялся здесь на ряд рукавов. Степные пути, проторённые за сотни лет кочевыми народами, в мирное время использовались в качестве удобных скотопрогонных трактов, а во время военных походов позволяли передвигаться большим массам конницы со значительными обозами.
Хороший обзор, который открывался практически до горизонта с высот Куликова поля, позволял русским сторожевым отрядам заранее засекать приближение врага и оповещать окрестные гарнизоны в крепостях и острогах для вооружённого отпора. С организацией новой Белгородской засечной черты эта территория отошла ко второму эшелону, став северной границей Белгородского разряда.

## Экология
За последние годы берега находящегося в глубокой котловине Волова озера сильно заросли кустарником и деревьями малоценных пород, замусорились. Уровень воды в озере понизился, площадь зеркальной глади значительно сократилась и покрылась тиной, дно заилилось. Наполнявшие когда-то озеро водой родники перестали действовать. Летом 2015 года начались работы по спасению озера. Инициатива была проявлена заслуженным спасателем Российской Федерации, начальником Воловского пожарно-спасательного гарнизона Валерием Старухиным, который организовал субботники на берегах озера. С помощью сотрудников пожарных частей района, добровольцев, работников ряда организаций была проделана большая работа: расчищены берега от промышленного и бытового мусора, проведена вырубка, выкорчёвка сорных деревьев и кустарников. В 2016 году эти работы были продолжены. Очищенная водная гладь сразу стала более привлекательной для водоплавающих птиц. Если раньше во время весенне-осенних пролётов на озере задерживалось всего три-четыре белых лебедя, то в июне 2016 года их уже было замечено 19, не считая чаек.